# Bray (Adelsgeschlecht)

Wappen derer von Bray

Bray ist der Name eines alten aus der Normandie stammenden französischen, später auch bayerischen Adelsgeschlechts, dessen direkte Stammreihe mit Chevalier Guillaume I. de Bray, Seigneur de Cherveuil et de Bosc-Grimoult, beginnt, der in den Jahren 1210 bis 1233 erwähnt ist und bei Philipp II. und Ludwig VIII. im Dienst stand. Das Geschlecht ist erloschen, der Besitz ging durch Heirat an die Freiherren Poschinger über, die in einer Nebenlinie den Namen Poschinger-Bray angenommen haben.

## Adelserhebungen und Adelsbestätigungen
- Französische Adelsbestätigung am 3. Februar 1555 für Julien de Bray.
- Bayerischer Grafenstand am 20. Februar 1813 in München mit Immatrikulation am 30. Juni 1813 für François Gabriel Chevalier de Bray aus Rouen als Besitzer der Hofmarken Irlbach, Trieching und Schambach und königlich bayerischer Geheimer Rat.
- Französische Anerkennung der Abstammung vom alten normannischen Geschlecht de Bray am 18. Mai 1819; entsprechend bayerische Genehmigung zur Wappenänderung bzw. Wappenwiederherstellung am 22. Dezember 1822 für denselben als königlich bayerischer Gesandter in Sankt Petersburg.
- Bayerische Verleihung des Prädikats „Steinburg“ am 27. Juni 1848 für dessen Sohn Otto Graf von Bray (1807–1899) als Besitzer des Fideikommiss Steinburg-Irlbach (Niederbayern) und – in Verbindung mit diesem – als erblicher Reichsrat der Krone Bayern seit dem 27. April 1859.

## Wappen (1822)
Von Rot und Silber geteilt und im oberen Feld ein schreitender goldener Leopard. Grafenkrone. Schildhalter: Zwei einwärts schauende goldene Leoparden.

## Namensträger
- Franz Gabriel von Bray (1765–1832), französischer und königlich bayerischer Diplomat
- Otto von Bray-Steinburg (1807–1899), königlich bayerischer Politiker und Ehrenbürger von Passau
- Hippolyt von Bray-Steinburg (1842–1913), deutscher Diplomat